# Glinski (Adelsgeschlecht)

Wappen Glinski

Glinski, auch Hliński, litauisch Glinskiai, polnisch Glińscy, russisch Глинские ist der Name eines Fürstengeschlechts tatarischer Abstammung, das in den Großfürstentümern Litauen und Moskau zu Beginn des 16. Jahrhunderts seinen Entfaltungs- und Einflusszenit hatte.
Die Familie ist zu unterscheiden von mehreren weiteren polnischen Geschlechtern Glinski, die jedoch anderen Wappengemeinschaften angehörten und teilweise in den preußischen oder schlesischen Adel übertraten.

## Geschichte
Das Geschlecht führt seine Stammlinie direkt auf Mamai, einen Emir der Goldenen Horde zurück. Seit dem 14. Jahrhundert konnten einzelne Glieder des Geschlechts bedeutende und einflussreiche Stellungen in Litauen und Russland einnehmen, bis sie schließlich unter der Mitte des 16. Jahrhunderts als Regenten und Quasiregenten des Großfürstentum Moskau die Staatslenkung ganz an sich zogen. In den Machtkämpfen und damit verbundenen Umbrüchen in Moskau um die Mitte des 16. Jahrhunderts haben die Glinski schließlich ihren Einfluss verloren. Man hat sie bspw. 1547 für den Brand von Moskau verantwortlich gemacht. Im Jahre 1602 ist das Fürstengeschlecht im Mannesstamm erloschen.
Ein untitulierter Stamm, der den Nachweis des Anschlusses an den fürstlichen Stamm nicht führen konnte, bestand bis ins 19. Jahrhundert in Litauen. Fünf Angehörige aus der Woiwodschaft Wilna haben 1648 die Wahl des polnischen Königs Johann II. Kasimirs unterzeichnet. 1817 hatte der russische Generalmajor Jokymas Glinski versucht sich den Fürstentitel anerkennen zu lassen, was der Senat jedoch ablehnte.

## Wappen

Tamğa der Krimtataren

Im Roten Wappenschild das silberne Heroldsbild. Auf dem gekrönten Helm mit rot-silbernen Decken drei Straußenfedern.
Die Blasonierung des Heroldsbildes erfolgt sehr uneinheitlich. Russische Autoren leiten aus der tatarischen Tamğa-Symbolik (vgl. Tamğa der Krimtataren) her und interpretieren einen Fürstenthron mit kreuzförmigem Zepter. Polnische Heraldiker beschreiben wahlweise, ein Kreuz umgedreht mit nach oben gerichtetem Ankerähnlichen Endstück in einem Holztor oder den russischen Buchstaben Л oben von einem Balken gequert und darüber bogenförmig entzweit, sowie unter dem Buchstabe gekreuzt. Gritzner verweist mit vorsichtiger Distanz auf die Ansicht einiger deutscher Kollegen es handele sich um eine stilisierte Weinpresse.
Dem Genossenschaftwappen Glinski bedien(t)en sich auch die Geschlechter Daszkowicz, Lichodziejewski, Lichodziejski und Mamaj.

## Stammreihe
1. Mansur, Sohn des Mamai

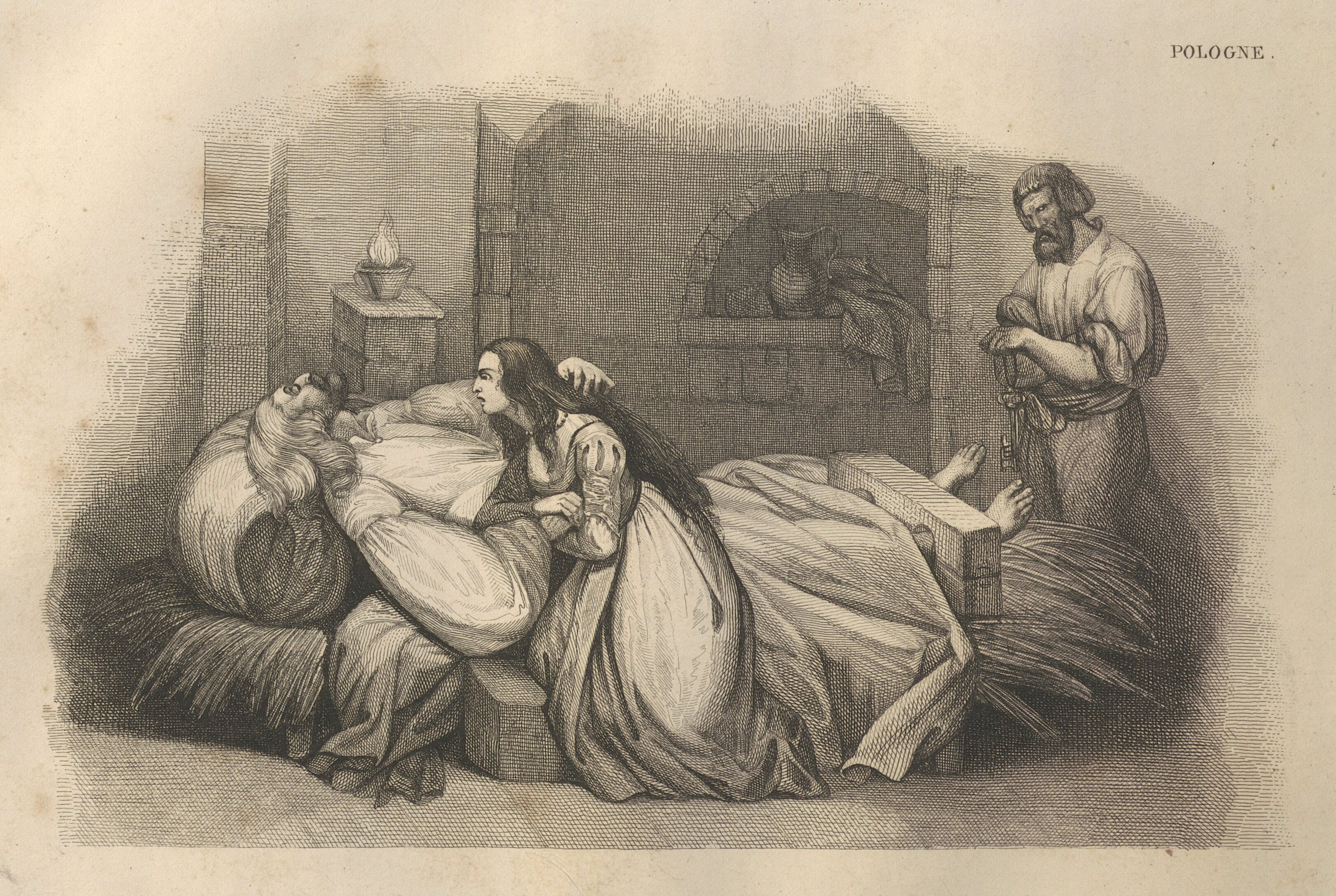
Michail Glinski auf dem Sterbebett

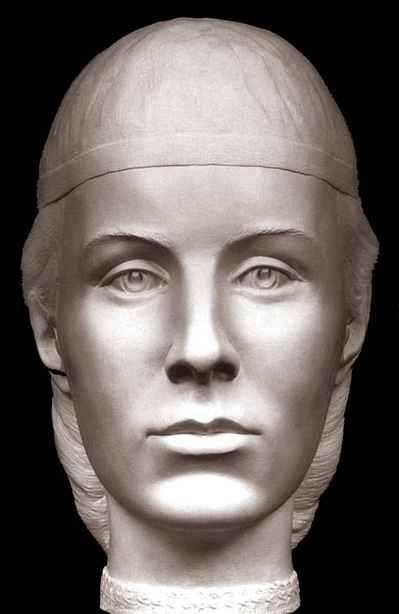
Helena Glinskaja

  1. Alexander Glinski († nach 1399), litauischer Statthalter von Glinsk, Romny und Poltawa
    1. Iwan Alexandrowitsch Glinski, gen. 1398, ⚭ Anastasia Danilowna Ostrogski
      1. Feodor Iwanowitsch Glinski
      2. Semjon Iwanowitsch Glinski
        1. Feodor Semjonowitsch Glinski
          1. Bogdan Fjodorowitsch Glinski († 1509/1512), Gouverneur von Tscherkassy (1488–1495) und Putywl (1495–1497), Ataman ukrainischer Kosaken

      3. Boris Iwanowitsch Glinski († nach 1451), stand im Dienst von Švitrigaila
        1. Gregori Borissowitsch Glinski, Gouverneur von Owrutsch
        2. Iwan Borissowitsch Glinski, Gouverneur von Tschernigow
        3. Lew Borissowitsch Glinski, stand im Dienst von Iwan Juriewitsch Mstislawski, dem Gouverneur von Minsk und Witebsk
          1. Iwan Lwowitsch Glinski († 1522), Gouverneur von Kiew (1505) und Novogrudok (1507–1508)
            1. Alexander Iwanowitsch Glinski († jung)

          2. Wassili Lwowitsch Glinski († 1515), Gouverneur von Wasiliszki (1501), Slonim (1505–1506) und Brest (1506–1507), ⚭ Anna Jakšić
            1. Juri Wassiljewitsch Glinski († 1547), ⚭ Xenia Wassiljewna Bychkowa-Rostow († nach 1547)
            2. Iwan Wassiljewitsch Glinski
            3. Michail Wassiljewitsch Glinski († 1559)
              1. Iwan Michailowitsch Glinski († 1602)

            4. Helena Wassiljewna Glinskaja († 1538), Regentin des Großfürstentums Moskau (1533–1538), ⚭ Wassili III. Iwanowitsch (1479–1533), Großfürst von Moskau

          3. Michail Lwowitsch Glinski († 1534), Regent des Großfürstentums Moskau, ⚭ Helena Iwanowna Telepnewa-Obolenski
            1. Wassili Michailowitsch Glinski († 1565)
            2. NN Michailowna Glinskaja, ⚭ Fedor Iwanowich Trojekurow († 1568)